# Fekitamoeloa ʻUtoikamanu
Fekitamoeloa Katoa ʻUtoikamanu (née en décembre 1959) est une diplomate tongienne. La Haute Représentante des Nations unies pour les pays les moins avancés, les pays en développement sans littoral et les petits États insulaires en développement de 2017 à 2021, elle est ensuite la ministre des Affaires étrangères de son pays.

## Biographie

### Débuts
Elle naît en 1959. Elle étudie à l'université d'Auckland, où elle obtient une licence puis un master de commerce.
Elle travaille au ministère des Affaires étrangères des Tonga, en tant que secrétaire adjointe aux Affaires étrangères de 1991 à 2002.
De 2002 à 2005, elle est secrétaire des Affaires étrangères. Elle est également la représentante diplomatique des Tonga auprès de la Commission européenne.

### Diplomate à l'ONU
Elle est représentante permanente aux Nations unies, où elle représente également le Forum des îles du Pacifique, du 15 février 2005 à fin avril 2009. Le 26 mai 2005, elle devient également haut commissaire (ambassadrice) des Tonga auprès du Canada et ambassadrice des Tonga auprès des États-Unis, de Cuba et du Venezuela,.
En 2009, elle devient directrice ajointe de l'université du Pacifique Sud, et en devient présidente en 2015 avant de quitter son poste la même année.
En avril 2009, elle quitte toutes ses fonctions d'ambassadrice et est nommée directrice générale adjointe de la Communauté du Pacifique. Elle en est également directrice de l'éducation, de la formation et du développement humain. Elle quitte ses fonctions en 2015.
Le 12 avril 2017, elle devient Haute Représentante des Nations unies pour les pays les moins avancés, les pays en développement sans littoral et les petits États insulaires en développement. Elle est en parallèle directrice générale du ministère du Tourisme des Tonga.

### Ministre des Affaires étrangères
Après les élections législatives tongiennes de novembre 2021, le nouveau Premier ministre Siaosi Sovaleni lui demande d'être ministre des Affaires étrangères et du Tourisme dans son gouvernement. Elle quitte pour cela ses fonctions à l'ONU. Elle est la seule personnalité externe au Parlement à être nommée au gouvernement.
En octobre 2023, les Tonga sont l'un des quatorze États à l'Assemblée générale des Nations unies à voter contre la résolution appelant à un cessez-le-feu humanitaire immédiat à Gaza dans le cadre de la guerre en cours depuis 2023. Fekitamoeloa ʻUtoikamanu explique alors à la presse que le gouvernement tongien serait favorable à un cessez-le-feu humanitaire mais ne pouvait pas voter en faveur d'une résolution que ne mentionnait ni les crimes terroristes du Hamas contre les Israéliens le 7 octobre, ni le droit d'Israël à se défendre dans le respect du droit international.
Le 2 février 2024, le roi Tupou VI prétend la limoger du gouvernement et retirer le ministère de la Défense au Premier ministre Sovaleni. L’attorney general (conseiller juridique du gouvernement) rappelle toutefois que la Constitution des Tonga ne permet au roi de destituer des ministres qu'à la demande du Premier ministre, ainsi que de destituer le Premier ministre si celui-ci perd un vote de confiance à l'Assemblée,,. Elle démissionne de ses fonctions le 28 mars suivant.